# بیل مدلی
بیل مدلی (انگلیسی: Bill Medley؛ زادهٔ ۱۹ سپتامبر ۱۹۴۰) یک موسیقی‌دان اهل ایالات متحده آمریکا است. وی از سال ۱۹۵۹ میلادی تاکنون مشغول فعالیت بوده‌است.